# Lepthyphantes lebronneci
Lepthyphantes lebronneci är en spindelart som beskrevs av Lucien Berland 1935. Lepthyphantes lebronneci ingår i släktet Lepthyphantes och familjen täckvävarspindlar. Inga underarter finns listade i Catalogue of Life.